# Горный совиный козодой
Горный совиный козодой, или горный совиный лягушкорот (лат. Aegotheles albertisi) — вид птиц из семейства совиных козодоев. Обитают в горах на острове Новая Гвинея на высоте до 3700 метров. Питаются насекомыми.
Горный совиный козодой был описан Филипом Лайтли Склейтером в 1874 году, Международный союз орнитологов не выделяет подвидов, HBW Alive рассматривает отдельно восточного горного совиного козодоя (Aegotheles archboldi), а в составе горного совиного козодоя выделяет три подвида.

## Описание
Совиный козодой с длиной тела 18—20 см и массой 36—40 г. У восточного горного совиного козодоя длина крыла составляет 115—127 мм, длина тела — 18—20 см, масса — 29—35 г.
Окраска птиц сильно варьирует, у горного совиного козодоя возможны и рыжая, и серая цветовые морфы, последнюю в некоторой литературе называют коричневой. Возможно, данный полиморфизм не является истинным, так как встречаются особи с промежуточной окраской. Канадский орнитолог Остин Лумер Рэнд (1905—1982), который выделил Aegotheles albertisi archboldi в отдельный подвид, обратил внимание на его богатую окраску оперения, особенно в верхней части. У него более заметны тёмные полосы, белые пятна и белый полуворотник, при этом на крыльях и хвосте белое оперение отсутствует. Подвид Aegotheles albertisi albertisi обладает тусклым оперением с меньшим количеством отметин и менее заметной полосой по внешним рулевым перьям, подвид Aegotheles albertisi wondiwoi — крупнее. Половой диморфизм отсутствует. Оперение молодых особей тускло-рыжее сверху и более светлое снизу, со слабыми тёмными пятнами, однако эта информация представлена по одному экземпляру, предположительно относящемуся к данному виду.
Как и остальные представители семейства, горные совиные козодои ведут преимущественно ночной образ жизни, а день пережидают в дуплах деревьев. Птицы могут также прятаться в тёмных непроходимых кустарниках, бамбуке или на разломах деревьев. Вокализация горного совиного козодоя существенно отличается от остальных представителей семейства, птицы издают три (иногда два или четыре) неприятных звуковых сигнала, напоминающих «whor-whor-whor». Кроме того были описаны серии скрипучих сигналов «kee-kee». Отдельное описание вокализации восточного горного совиного козодоя отсутствует.

## Распространение
Горные совиные козодои в основном обитают в горах на острове Новая Гвинея, в глубине леса или на опушках, в садах и папоротниковых саваннах, на верхнем пределе своего ареала — в субальпийских кустарниковых зарослях. Площадь ареала составляет 631 000 км² (площадь ареала Aegotheles albertisi archboldi — 83 900 км²) и включает территорию таких стран как Индонезия и Папуа — Новая Гвинея.
Высота над уровнем моря варьирует от 800 до 3700 метров. В Истерн-Хайлендс птицы обычно встречаются на высоте 1385—2615 м, представители подвида Aegotheles albertisi archboldi — на высоте 2062—3600 метров. Учёные полагают, что восточные горные совиные козодои замещает остальных горных совиных козодоев на больших высотах. Впервые этот таксон был обнаружен Рандом на высоте 2800 м в 9 км к северо-востоку от озера Хаббема (Habbema). Птицы предположительно ведут оседлый образ жизни.
Международный союз охраны природы относит горного совиного козодоя, а также Aegotheles archboldi, которого эта организация рассматривает отдельно, к видам под наименьшей угрозой. В некоторых частях своего ареала подвид Aegotheles albertisi salvadorii является довольно распространённой птицей. В период с 1940-х по 1960-е годы сообщалось о большом количестве Aegotheles albertisi archboldi, однако исследования в ноябре 1991 года не обнаружили птиц в некоторых районах, где они были замечены ранее. Подробная информация о численности других подвидов отсутствует.

## Питание
Совиные козодои являются насекомоядными птицами. Анализ содержимого кишечника горного совиного козодоя показал, что рацион в основном составляют жуки (Coleoptera), бабочки (Lepidoptera), двукрылые (Diptera) и прямокрылые(Orthoptera), а также небольшое количество земляных червей. Птицы охотятся ночью на горных полянах или под пологом леса, более детальное описание отсутствует. Остатки земляных червей указывают на то, что часть пищи птицы собирают с земли.

## Размножение
Очень мало известно о размножении горных совиных козодоев, было описано только два гнезда. Птиц, готовых к размножению, наблюдали в июне и сентябре, яйца — в августе и ноябре, а молодых птенцов в апреле и мае. Птицы строят гнёзда в дуплах мёртвых деревьев на краю леса или в его глубине. Одно из гнёзд было обнаружено на высоте примерно 3,5 м над землёй. В гнёздах было по одному белому яйцу. Информация об инкубационном периоде, особенностях поведения взрослых птиц и птенцов, продолжительности ухода за птенцами — отсутствует, как и любая дополнительная информация по подвиду Aegotheles albertisi archboldi.

## Систематика
Горный совиный козодой был впервые описан британским зоологом Филипом Лайтли Склейтером (1829—1913) в 1874 году в горах Арфак. Учёные формируют малых совиных козодоев в отдельную группу внутри семейства. К ней принадлежат австралийские совиные козодои (Aegotheles cristatus), полосатые совиные козодои (Aegotheles bennettii), горные совиные козодои и совиные козодои Уоллеса (Aegotheles wallacii). Вместе эта группа считается сестринской по отношению к молуккским совиным козодоям (Aegotheles crinifrons).
Деление на подвиды горного совиного козодоя крайне противоречиво. Международный союз орнитологов не выделяет подвидов, полагая что для этого нужны дополнительные исследования. HBW alive рассматривает отдельно Aegotheles archboldi, а в составе горного совиного козодоя выделяет три подвида. Исследования показали тесную связь Aegotheles albertisi archboldi и Aegotheles albertisi albertisi. Американский биолог Джек Думбахер с коллегами на основе молекулярного анализа показал парафилию горного совиного козодоя, при этом учёные рассматривали восточного горного совиного козодоя как отдельный вид. Исследователи предложили выделить Aegotheles albertisi archboldi, Aegotheles albertisi albertisi и Aegotheles albertisi salvadorii в отдельные виды (анализ Aegotheles albertisi wondiwoi не производился), а также показали тесную связь этих таксонов с совиным козодоем Уоллеса. Другие учёные предлагают оставить полосатых совиных козодоев в рамках одного вида, так как они почти неразличимы, а совиного козодоя Уоллеса считать отдельным видом, так как для него есть характерные особенности.
Четыре известных подвида:
- Aegotheles albertisi archboldi Rand, 1941 — в центральной части острова в районе озёр Паниай[англ.] и в районе хребта Виктор-Эмануэль[англ.][5], в частности на пике Трикора[англ.][4];
- Aegotheles albertisi albertisi P. L. Sclater, 1874 — в горах Арфак на полуострове Чендравасих на северо-западе Новой Гвинеи[3][4];
- Aegotheles albertisi wondiwoi Mayr & Rand, 1936 — в горах Вондивои (Wondiwoi) на полуострове Вандаммен (Wandammen) (южнее залива Чендравасих) на северо-западе Новой Гвинеи[3][4];
- Aegotheles albertisi salvadorii Hartert, 1892 — на юго-востоке Новой Гвинеи[3][4].